# ロッカモンテピアーノ
ロッカモンテピアーノ（イタリア語: Roccamontepiano）は、イタリア共和国アブルッツォ州キエーティ県にある、人口約1,700人の基礎自治体（コムーネ）。

## 地理

### 位置・広がり

#### 隣接コムーネ
隣接するコムーネは以下の通り。括弧内のPEはペスカーラ県所属を示す。
- ブッキアーニコ
- カザリンコントラーダ
- ファーラ・フィリオールム・ペトリ
- プレトーロ
- セッラモナチェスカ (PE)

## 行政

### 分離集落
ロッカモンテピアーノには、以下の分離集落（フラツィオーネ）がある。
- Baroni, Cappuccini, Cinquina, Corsi, Fanatici, Francione, Giancamillo, Giancoli, Legnini, Liberati, Manicottelli, Moreto, Pilati, Pioppi, Pomaro, Reginaldo, Sant'Angelo, Terranova, Tracanna